# Conomorphinus bolivianus
Conomorphinus bolivianus là một loài bọ cánh cứng trong họ Mycteridae. Loài này được Champion mô tả khoa học năm 1916.